# پیدر کالستاد
پیدر لودویک کالستاد (زاده ۲۸ نوامبر ۱۸۷۸ در فردریکستاد، درگذشته ۵ مارس ۱۹۳۲ در اسلو) یک سیاستمدار و معلم مدرسهٔ کشاورزی نروژ بود. وی از سال ۱۹۳۱ تا زمان مرگ در ۱۹۳۲ در اولین دولت حزبی که پایه‌های روستایی داشت و مورد حمایت دهقانان نروژ بود، سمت نخست‌وزیری داشت. همچنین، در همان دولت مسئولیت وزارت دارایی نیز با خود وی بود. کالستاد یکی از برجسته‌ترین سیاستمداران زراعت گرای نروژ بود و از سال ۱۹۲۲ تا ۱۹۳۳ به عنوان نمایندهٔ مردم اوستفولد، در مجلس ملی نروژ انتخاب شده‌است. وی سیاستمداری معتدل قلمداد شده و به جناح محافظه کار منطقهٔ شرق حزب حاکم وقت، تعلق داشت، اما در اواخر دهه ۱۹۲۰ بیشتر در صف جناح رادیکال منطقهٔ غرب نروژ، که خواستار اقدامات بیشتر دولتی برای مقابله با مشکلات کشاورزی بود، قرار گرفت. کالستاد دومین و آخرین نخست‌وزیری است که در نروژ، در حین عهده‌داری تصدی شغل خویش، درگذشته است.